# Bibioj
Bibioj és una caseria del municipi de Vilafermosa (Alt Millars) situada a l'oest del terme i la capital municipal. Està situat a la falda meridional del massís del Penyagolosa i la serra de la Batalla. Una pista forestal sense asfaltar situada a la dreta de la carretera local que va del Castell de Vilamalefa fins a Vilafermosa l'uneix a aquestes poblacions. S'hi registren dos habitants.
El caseriu va ser saquejat diverses vegades durant la guerra civil, i els voltants foren un lloc de refugi per als fugitius republicans. No hi ha cap edifici religiós, i va ser progressivament abandonat fins a quedar en un estat ruïnós.
La primera casa quan s'entra al poble és l'antiga escola, construïda durant la II República. Està pintada de blanc i té alguns dibuixos en les seues parets exteriors. Les cases estan en la seua majoria derruïdes o només amb part de les seues parets en peu. La vegetació s'escampa per tots els carrers i creix en llibertat per les runes de les cases del poble.